# Cloche de l'église de Saint-Lambert
La cloche de l'église Saint-Lambert-et-Saint-Blaise à Saint-Lambert, une commune du département des Yvelines dans la région Île-de-France en France, est une cloche de bronze datant de 1780. Elle a été classée monument historique au titre d'objet le 27 avril 1944. 
La cloche dite Gabrielle est fondue  par un atelier inconnu.